# Ammothella tubicen
Ammothella tubicen là một loài nhện biển trong họ Ammotheidae. Loài này thuộc chi Ammothella. Ammothella tubicen được miêu tả khoa học năm 1978 bởi Stock.